# Eutichurus silvae
Eutichurus silvae là một loài nhện trong họ Miturgidae.
Loài này thuộc chi Eutichurus. Eutichurus silvae được miêu tả năm 1994 bởi Bonaldo.